# ラッキードッグ1
『ラッキードッグ1』（ラッキードッグワン）は、Tennenoujiより2009年6月10日に発売されたボーイズラブ系アダルトゲーム。
2018年3月8日にプロトタイプよりPlayStation Vita版が発売。2022年1月20日にNintendo Switch版が発売。

## ストーリー
舞台は禁酒法時代のアメリカ。その一都市であるデイバンに、CR:5（シーアールファイブ）というマフィア組織はある。CR:5とは「Capo Regime:cinque」の略であり、「5人の幹部」を意味する名である。しかし5人の幹部のうち、4人までもが一斉に検挙され刑務所に収監されてしまっていた。
ある日、たまたま同じ刑務所で服役中だったジャン（CR:5の構成員だが、下っ端にすぎない）の元に、CR:5のカポ（マフィアの首領の意）からの指令が届けられる。それは「収監されている幹部4人を率いて脱獄し、デイバンへ帰還せよ。成功のあかつきにはお前にカポの座を与える」という驚くべきものだった。
突然降って湧いた大きなチャンス。個性的な4人の幹部達と行動を共にすることになったジャンは、果たして無事カポの座を手に入れることができるのか。

## 構成
本作は「脱獄編」・「逃亡編」・「デイバン編」の3部構成になっている。「脱獄編」・「逃亡編」までは共通ルートであるが、「デイバン編」に入ると完全に攻略キャラごとに分かれた個別ルートとなる。
脱獄編
CR:5のカポ（ボス）の指令を受けてから、刑務所で7日間を過ごす間に準備を整え、脱獄に挑むパート。一定の条件をクリアしないと脱獄は成功しない。
本作は、「刑務所もので脱獄がメインのゲーム」という風に誤解される事があるが、実際には刑務所が舞台となるのはこの「脱獄編」のみである。
逃亡編
脱獄は見事に成功したものの、来るはずだった迎えが来ず、5人は自力でデイバンの町を目指し帰還の途につく事となる。
「脱獄編」とは対照的に開放感に溢れたパートで、牧歌的な風景の中、ドタバタしたコメディタッチのエピソードが展開されるが、次第にマフィアとしての血腥いエピソードが主になってくる。
デイバン編
なんとか無事にデイバンに帰り着いた5人。だが彼らのシマはギャングであるGD(Grave Digger)に荒らされていた。しかもカポは行方不明で、ジャンの二代目カポへの就任話も一旦棚上げされた状態になる。そんな中、ジャンは4人の幹部の内の一人と行動を共にする事になる。
マフィアであるCR:5と、ギャングであるGDとの熾烈な抗争が話の主軸となるパートで、相棒となる攻略キャラによって全く違う展開になる。この「デイバン編」が本作のメインパートである。

## 登場人物
ジャンカルロ･ブルボン･デル･モンテ（Giancarlo･Bourbon del Monte）
声 - タダノドウテイ
CR:5構成員 年齢：25歳 誕生日：10月10日 身長：177cm 体重：58kg 血液型：O型 刺青：鎖骨
本作の主人公。驚異的な運の良さから「ラッキードッグ」という二つ名を持つ。通称「ジャン」。趣味は脱獄。大雑把で飄々としているが、妙な所で几帳面。情に厚いが、逆に騙される事も多々ある。
若い頃からCR:5に所属しており、当初はその一構成員だったが、服役中に幹部第5位へ任命される。ボスのお気に入りらしい。好物はガム。
ベルナルド・オルトラーニ（Bernardo Ortolani）
声 - 浅野要二
CR:5幹部第2位→筆頭幹部 年齢：31歳 誕生日：6月14日 身長：190cm 体重：68kg 血液型：A型 刺青：左手首
内外政を取り仕切る。シノギは株取引や土地転がし等で、巨額の金を動かす。
ジャンとはかねてより付き合いがあり、気さくに接する。
ルキーノ・グレゴレッティ（Luchino Gregoretti）
声 - 四季路
CR:5幹部第3位→第2位 年齢：27歳 誕生日：7月29日 身長：193cm 体重：94kg 血液型：O型 刺青：右手
クラブやバーの経営、密売等の闇流通を取り扱う。派手な雰囲気が漂い、豪快で気風が良いが、高圧的で自信家。損得で物事を考える。ギャンブルと女が大好き。
地域の地盤固めも担当しており、市民からの信頼も厚い。今では大柄な体格をしているが、幼少期は体が弱く、女装をさせられていた。その出来はかなりのもの。
ジュリオ・ディ・ボンドーネ（Giulio Di Bondone）
声 - 蒼井夕真
CR:5幹部第4位→第3位 年齢：24歳 誕生日：2月15日 身長：188cm 体重：72kg 血液型：AB型 刺青：脇腹
幹部唯一の現役戦闘員。「狂犬ジュリオ」の異名を持つ。
CR:5役員会の重役かつ名門ボンドーネ家の当主でもある祖父を持つ御曹司。物静かで端正な容姿だが、実は快楽殺人者でネクロフィリア。二重人格（？）風なところがある。
イヴァン・フィオーレ（Ivan Fiore）
声 - 平井達矢
CR:5幹部第5位→第4位 年齢：22歳 誕生日：12月23日 身長：178cm 体重：66kg 血液型：B型 刺青：右腕
売春の元締めであり、CR:5の約半数を占める非イタリア系の戦闘員を率いる。ボスの座を手に入れる為なら、手段を選ばず、口も悪い為、周囲からの評判は悪い。何かとジャンに突っかかる。
純粋なイタリア人ではなく、血統を重んじるCR:5において異色の存在。
バクシー・クリステンセン（Bakshi Christensen）
声 - 錦戸智久
CR:5に敵対するギャング・Grave Digger（略称：GD）の幹部（エグゼクティブ）。年齢：25歳　誕生日：12月24日　血液型：AB型
血の気が多く、凶暴な性格から、味方のギャングからも嫌われ恐れられている。驚異的な戦闘能力と冷徹な権謀を組織に買われ、幹部となった。
ラグトリフ・フェルフーフェン（Ragtliffe Verhoeven）
声 - 篁翔
組織絡みの抗争や制裁で出た屍体を始末する｢掃除屋｣。年齢：不詳　誕生日：10月31日　血液型：B型
現在はベルナルドの依頼で動いている。飄々とした性格で、捉え所が無い。いつも分厚いフードで頭を覆い、色付き眼鏡をかけている。郊外で養豚場を経営している。

## スタッフ
- 企画・原画：由良
- シナリオ：陣内・菅沼恭司

## 関連商品
- 派生ゲーム
  - Gian･carlo’S LUCKY HAPPY LIFE（2011年8月5日）
  - ジャンのためなら世界を壊す（2012年4月8日）
  - 5th anniversary Secret Diary L&F（2014年12月24日）
  - RAKIDO Mania（2016年2月11日）
- 音楽CD
  - ラッキードッグ1 オリジナルサウンドトラック（2009年8月26日）
- ドラマCD
  - ラッキードッグ1 SUMMER CHANCE（2009年8月14日）
  - ラッキードッグ1 AUTUMN CHANCE（2009年10月21日）
  - ラッキードッグ1 WINTER CHANCE（2009年12月29日）
  - ラッキードッグ1 SPRING CHANCE（2010年4月21日）
  - ラッキードッグ1 anniversary：06.10（2010年7月10日）
  - ラッキードッグ1 MOBILE SPECIAL（2011年9月14日）
- 書籍
  - ラッキードッグ1 公式ビジュアルファンブック（2009年9月2日）ISBN 978 4757750555
  - Cool-B Remix 由良SuperPack!!（2009年10月1日）ISBN 978 4776795575
  - Cool-B Colleciotn 由良LuckyPack!!（2012年3月10日）
  - ラッキードッグ1 anniversary:ver：RED（2010年7月10日）
  - ラッキードッグ1 anniversary:ver：WHITE（2010年7月10日）
  - ラッキードッグ1 2nd anniversary：polka-dot（2011年8月5日）
  - ラッキードッグ1 2nd anniversary：red-line（2011年8月5日）
  - ラッキードッグ1 3rd anniversary：rainbow（2012年10月10日）
  - ラッキードッグ1 3rd anniversary：night sky（2012年10月10日）
  - ラッキードッグ1 4th anniversary:ver：vecchio（2013年12月24日）
  - ラッキードッグ1 4th anniversary:ver：giovane（2013年12月24日）
  - ラッキードッグ1 6th anniversary:ver：yellow star（2015年10月10日）
  - ラッキードッグ1 6th anniversary:ver：black dog（2015年10月10日）
- コミカライズ
  - ラッキードッグ1 BLAST（原作:Tennenouji、作画:渦八） - コミックジーンにて連載。全9巻。

## 舞台

### 上演日程
『THE STAGE ラッキードッグ1 first luck（ - ファーストラック）』
2018年3月24日 - 30日、六行会ホールで上演された。1作目。
『THE STAGE ラッキードッグ1 first luck＋（ - ファーストラックプラス）』
2018年6月30日 - 7月8日、シアターサンモールで上演。1作目の再演。
『THE STAGE ラッキードッグ1 Break Through（ - ブレイクスルー）』
2019年7月31日 - 8月4日、草月ホールで上演。2作目。
『THE STAGE ラッキードッグ1 Paradise Lost（ - パラダイスロスト）』
2020年4月1日 - 4月5日、草月ホールで上演が決定。3作目。新型コロナウイルスの影響で中止され、8月末に再演予定だったが同様な理由で中止を発表。
『THE STAGE ラッキードッグ1 Paradise Lost+（ - パラダイスロストプラス）』
2022年8月26日 - 29日、飛行船シアターで上演。2020年に予定されていた3作目を一部内容を変更した復活公演。

### 出演者
特筆がなければ全公演に出演。アンサンブルキャストは割愛する。
- ジャン・カルロ - 堂本翔平
- ベルナルド・オルトラーニ - 杉江優篤
- ルキーノ・グレゴレッティ - 山内圭輔
- ジュリオ・ディ・ボンドーネ - 輝海
- イヴァン・フィオーレ - 佐藤慎亮
- バクシー・クリステンセン - 馬庭良介（初演から2作目まで）→小谷嘉一（中止3作目）→田中晃平（3作目復活公演）
- ホーナス・オサリバン - 藤澤雄生（初演のみ）→坪内悟（再演のみ）
- デイヴィッド・オーウェン - 吉村和紘（初演のみ）→朝倉佑介（再演のみ）
- ラグトリフ・フェルフーフェン - 松本旭平（2作目から中止3作目まで）→若菜太喜（3作目復活公演）
- ジョシュア・ハミルトン - 萩原匠（2作目から3作目復活公演まで）
- ロイド・ロンブローゾ - 中島一博（2作目から3作目復活公演まで）
- ジョバンニ - 嶋崎裕道（3作目復活公演）
- ザネリ - 藤希宙（3作目復活公演）
- カンパネッラ - 加来亮凪（3作目復活公演）
- ピアッジ - 住田静也（3作目復活公演）
- アルヴィン - 河合拳士朗（3作目復活公演）

### スタッフ
- 脚本：喜多村太綱
- 演出：鄭光誠
- 音楽：印南俊太朗
- 制作：映劇ライヴエンタテイメント
- 主催：劇団飛行船 映劇ライヴエンタテイメント

## 漫画
コミカライズ『ラッキードッグ1 BLAST』が『月刊コミックジーン』（メディアファクトリー→KADOKAWA）にて、2011年7月号（創刊号）から2015年7月号まで連載された。渦八が漫画を担当。連載開始時のタイトルは『ラッキードッグ1』。単行本第1巻はジーンコミックスのレーベル誕生第1弾作品のラインナップとして刊行された。
2024年1月15日、『comipo』（viviON）のアプリがリニューアルされたことに合わせ、『ラッキードッグ1』のタイトルでWebtoonとして連載開始。クレジットは原作：株式会社ウーガ、絵コンテ：デジタル職人STUDIO/じ、原画：弐連すばる/芝雲丹/つー。
- Tennenouji（原作）・渦八（漫画）『ラッキードッグ1 BLAST』メディアファクトリー→KADOKAWA〈MFコミックス ジーンシリーズ〉、全9巻
  1. 2011年11月26日発売[9]、ISBN 978-4-04-067272-4
  2. 2012年6月27日発売[10]、ISBN 978-4-04-067599-2
  3. 2012年11月27日発売[11]、ISBN 978-4-8401-4758-3
  4. 2013年4月27日発売[12]、ISBN 978-4-8401-5053-8
  5. 2014年1月27日発売[13]、ISBN 978-4-04-066257-2
  6. 2014年8月27日発売[14]、ISBN 978-4-04-066840-6
  7. 2015年3月27日発売[15]、ISBN 978-4-04-067505-3
  8. 2015年9月26日発売[16]、ISBN 978-4-04-067812-2
  9. 2016年5月27日発売[17][18]、ISBN 978-4-04-068232-7